# Jacaena mihun
Espèce
Jacaena mihun est une espèce d'araignées aranéomorphes de la famille des Liocranidae.

## Distribution
Cette espèce est endémique de Thaïlande. Elle se rencontre dans les provinces de Nakhon Ratchasima, de Chiang Mai, de Sakhon Nakhon, de Loei et de Khon Kaen.

## Description
Le mâle holotype mesure 5,60 mm et la femelle paratype 6,20 mm.

## Publication originale
- Deeleman-Reinhold, 2001 : Forest spiders of South East Asia: with a revision of the sac and ground spiders (Araneae: Clubionidae, Corinnidae, Liocranidae, Gnaphosidae, Prodidomidae and Trochanterriidae. Brill, Leiden, p. 1-591.